# 제주특별자치도고용센터
제주특별자치도고용센터(濟州特別自治道雇用센터)는 제주특별법 제44조에 따라 직업안정, 고용안정 및 직업능력개발 훈련 등에 관한 사무를 효율적으로 추진하기 위하여 설치된 제주특별자치도청 소속기관이다.

## 같이 보기
- 제주특별자치도청